# Кинематограф Эритреи

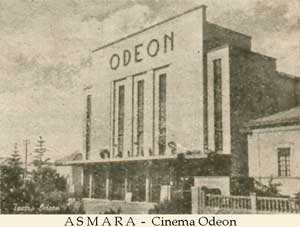
Кинотеатр Одеон в 1930-х годах

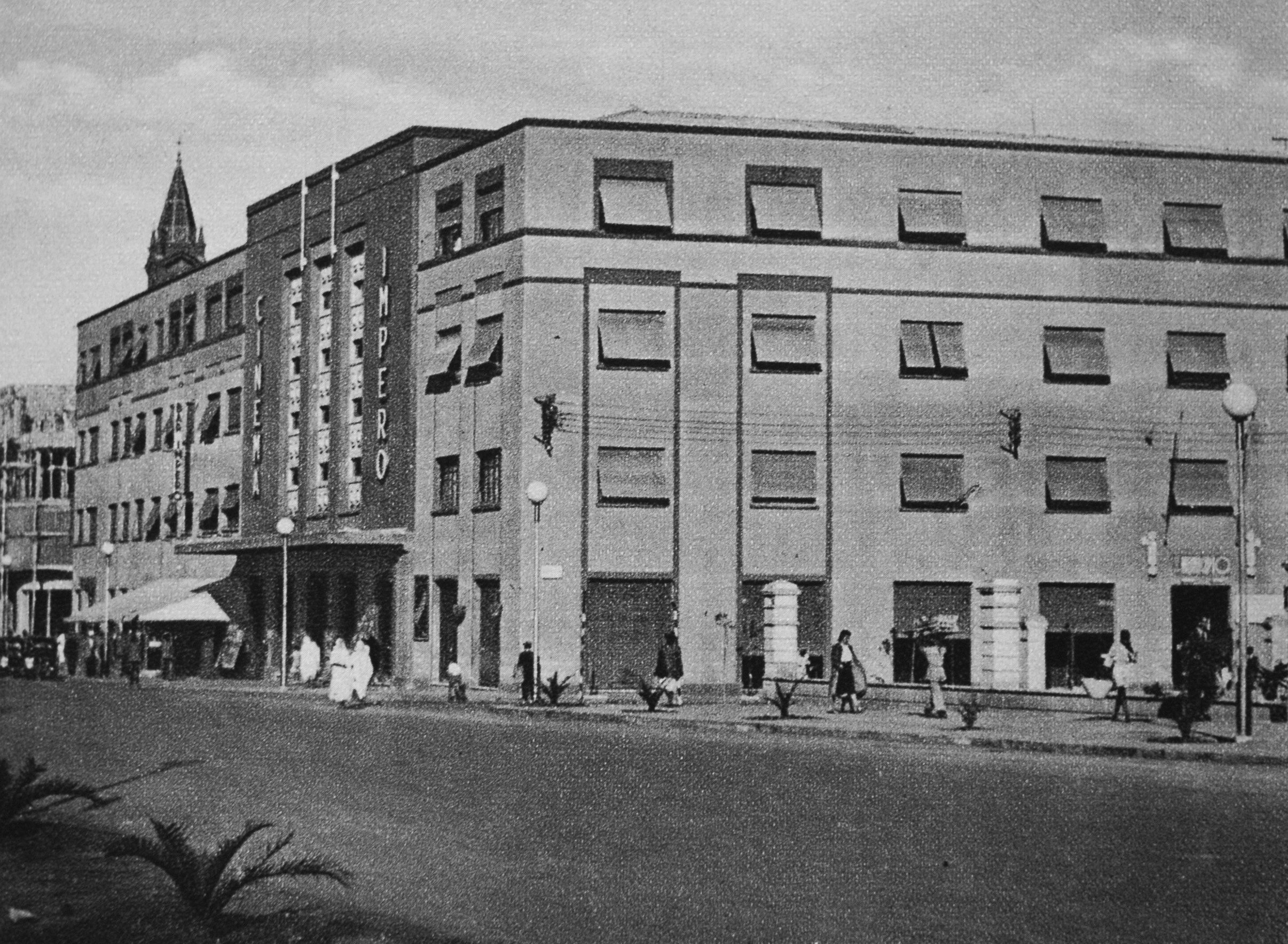
Кинотеатр «Имперо» в Асмэре в 1930-х годах

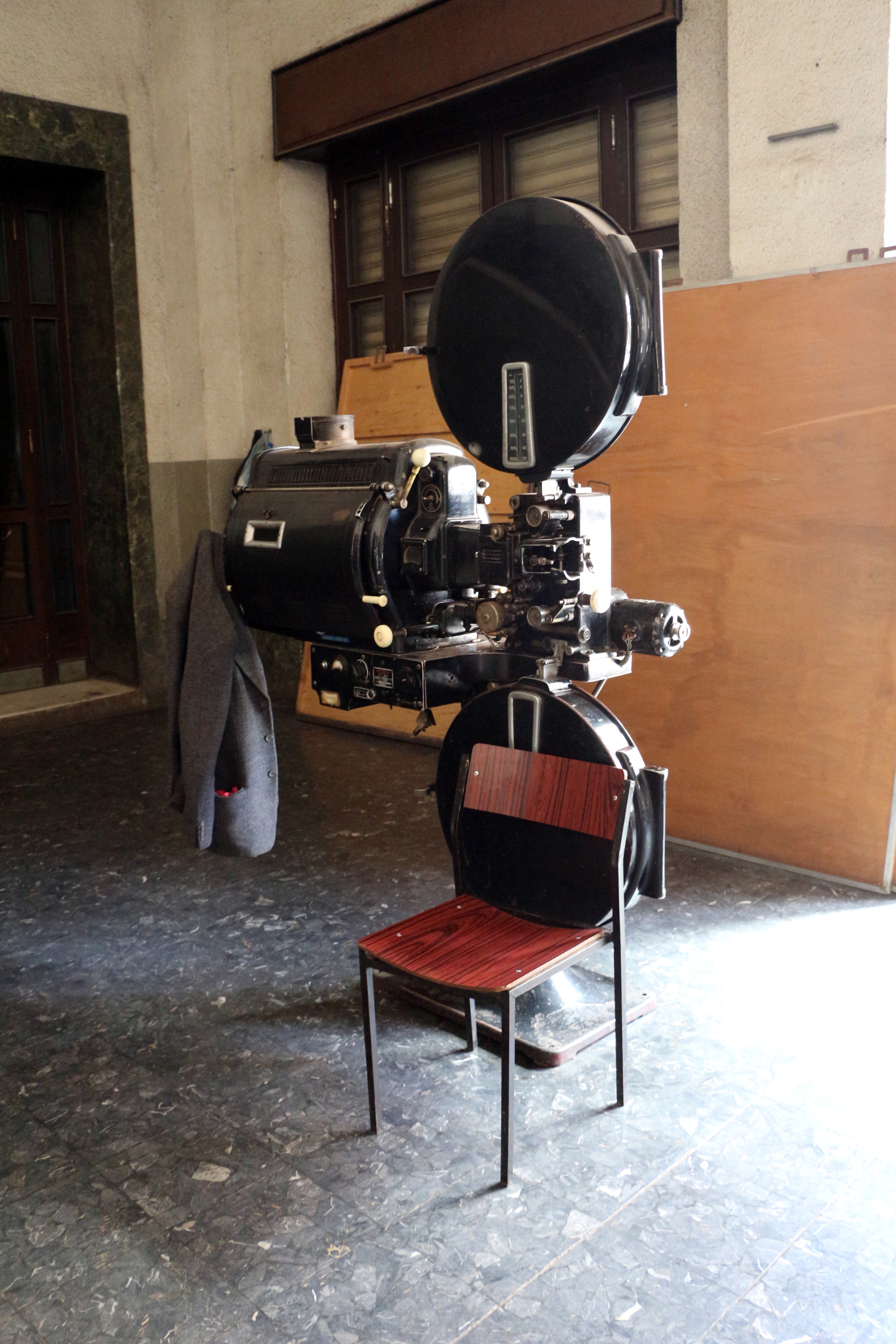
Конструкция старой камеры в Кинотеатре «Имперо»

История кино в Эритрее восходит к колониальному правлению страны под владычеством Королевства Италия. В связи с развитием итальянского кино в 1930-х годах, кинематограф развивался и в Асмэре, Эритрея. В 1937 году Опера Асмэры была преобразована в театр и кинотеатр двойного назначения. К следующему году в Асмэре уже было девять кинотеатров.
Итальянский миссионерский фильм был впервые представлен в произведении 1922 года, снятом в стране монахами-капуцинами, сотрудничающими с колониальным правительством. Несмотря на независимость страны, кинопоказы в Эритрее в основном по-прежнему ограничиваются фильмами на английском и итальянском языках.
Такие фильмы, как Eva Nera, были сняты в Эритрее и показывали культуру и различия между эритрейцами. Режиссёр Джулиано Томей, повествование ведётся от лица Доменико Мекколи.
Европейское влияние продолжается и по сей день, что отражается, например, в «Неделях европейского кино», которые проводятся ежегодно в течение последних 15 лет (по состоянию на 2019 год). Почти 100 % фильмов, снятых в Эритрее, попадают в категорию «художественного кино».

## Примечания

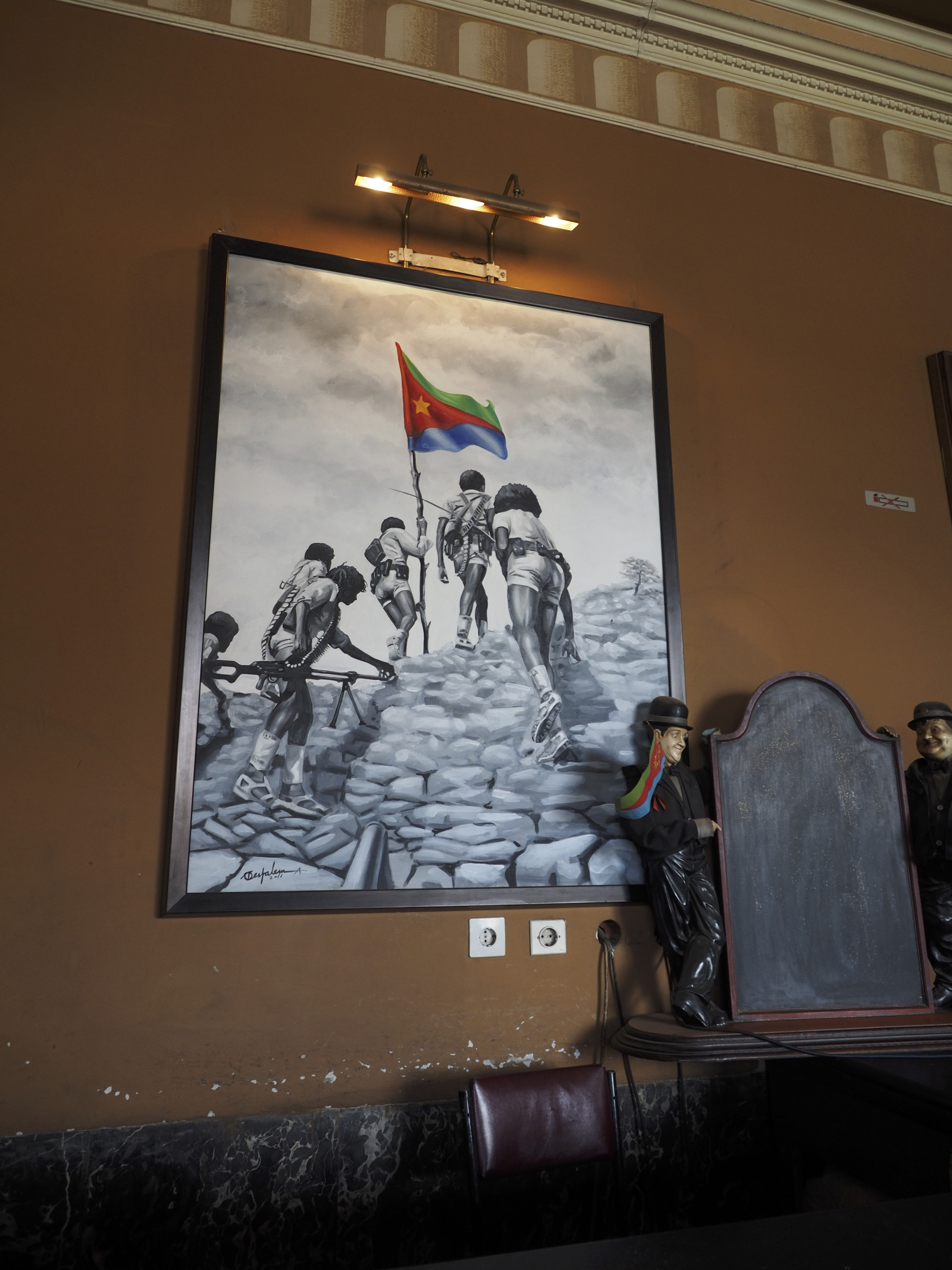
Патриотический плакат в кинотеатре «Рома» в Асмэре.